# Сігетсентміклош
Сі́гетсентміклош (угор. Szigetszentmiklós) — місто в Угорщині, в медьє Пешт.

## Міста-побратими
- Haukipudasd, Фінляндія
- Бусько-Здруй, Республіка Польща
- Георгень, Румунія
- Горішня Оряховиця, Болгарія
- Кочани, Північна Македонія
- Светий Мартин-на-Мурі, Хорватія
- Спеккія, Італія
- Штайнгайм, Німеччина